# 需品科 (陸上自衛隊)
需品科（じゅひんか、英: Quartermaster）は、陸上自衛隊の職種の一つである。旧軍における輜重兵科の一部に相当する。職種標識の色は茶。主に後方支援部隊に配属される。

## 概要
各部隊に対する各種後方支援活動を任務とし、武器・装備品以外の食料・燃料・水・被服をはじめとする物品の補給整備等を担当する。入浴や洗濯も担当であるため、災害派遣では給食・入浴支援などで活躍する。
需品科に指定された隊員は、部隊としては師団・旅団・第1空挺団・水陸機動団、離島警備隊の後方支援連隊（隊）に編成される補給隊（中隊）、各方面隊方面後方支援隊の補給大（中）隊に配属されることが多い。兵站機関としては補給統制本部および各方面隊に1つずつ置かれている補給処がある。職種学校は陸上自衛隊需品学校、教導部隊は需品教導隊（松戸駐屯地）である。
なお、後方支援体制への変革が終了した部隊の隊旗は需品科職種の茶色から諸職種混成・後方支援の藍色に変更されているため、今日では茶色の隊旗を持つ部隊は極僅か（コア部隊指定の補給大（中）隊）となっている。

## 需品科部隊の配置
北海道
- 北部方面隊
  - 北部方面後方支援隊
    - 第104補給大隊「104補-本」（島松駐屯地・コア部隊）
    - 第101全般支援大隊補給中隊「101全支-補」（島松駐屯地）
    - 第102全般支援大隊補給中隊「102全支-補」（真駒内駐屯地）
    - 第103全般支援大隊補給中隊「103全支-補」（上富良野駐屯地）

  - 第2師団
    - 第2後方支援連隊補給隊「2後支-補」（旭川駐屯地）

  - 第5旅団
    - 第5後方支援隊補給隊「5後支-補」（帯広駐屯地）

  - 第7師団
    - 第7後方支援連隊補給隊「7後支-補」（東千歳駐屯地）

  - 第11旅団
    - 第11後方支援隊補給隊「11後支-補」（真駒内駐屯地）

  - 陸上自衛隊北海道補給処「北処」（島松駐屯地）
    - 苗穂支処「苗支」（苗穂分屯地）
    - 近文台弾薬支処「近弾支」（近文台分屯地）
    - 日高弾薬支処「日弾支」（日高分屯地）
    - 安平弾薬支処「安弾支」（安平駐屯地）
    - 白老弾薬支処「白弾支」（白老駐屯地）
    - 多田弾薬支処「多弾支」（多田分屯地）
    - 沼田弾薬支処「沼弾支」（沼田分屯地）
    - 足寄弾薬支処「足弾支」（足寄分屯地）
    - 近文台燃料支処「近燃支」（近文台分屯地）
    - 早来燃料支処「早燃支」（早来分屯地）

青森県
- 東北方面隊
  - 第9師団
    - 第9後方支援連隊補給隊「9後支-補」（青森駐屯地）

宮城県
- 東北方面隊
  - 東北方面後方支援隊
    - 第102補給大隊「102補-本」（仙台駐屯地・コア部隊）
    - 第108全般支援大隊補給中隊「108全支-補」（仙台駐屯地）

  - 陸上自衛隊東北補給処「東北処」（仙台駐屯地）
    - 船岡弾薬支処「船弾支」（船岡駐屯地）
    - 反町弾薬支処「反弾支」（反町分屯地）
    - 多賀城燃料支処「多燃支」（多賀城駐屯地）

山形県
- 東北方面隊
  - 第6師団
    - 第6後方支援連隊補給隊「6後支-補」（神町駐屯地）

茨城県
- 東部方面隊
  - 東部方面後方支援隊
    - 第103補給大隊「103補-本」（霞ヶ浦駐屯地・コア部隊）
    - 第101全般支援隊補給中隊「101全支-補」（霞ヶ浦駐屯地）

  - 陸上自衛隊関東補給処「関東処」（霞ヶ浦駐屯地）
    - 古河支処「古支」（古河駐屯地：旧施設補給処）
    - 朝日燃料支処「朝燃支」（朝日分屯地：旧需品補給処朝日燃料支処）

群馬県
- 東部方面隊
  -  第12旅団
    - 第12後方支援隊補給中隊「12後支-補」（新町駐屯地）

  - 陸上自衛隊関東補給処
    - 吉井弾薬支処「吉弾支」（吉井分屯地：旧武器補給処吉井弾薬支処）

千葉県
- 陸上総隊直轄部隊
  - 第1空挺団
    - 後方支援隊補給小隊「空挺団-後支-本」（習志野駐屯地）
    - 後方支援隊落下傘整備中隊（習志野駐屯地）
- 東部方面隊
  - 陸上自衛隊関東補給処
    - 松戸支処「松支」（松戸駐屯地：旧需品補給処）

- 防衛大臣直轄機関
  - 陸上自衛隊需品学校「需校」（松戸駐屯地）
    - 需品教導隊「需教」松戸駐屯地）

東京都
- 東部方面隊
  - 第1師団
    - 第1後方支援連隊補給隊「1後支-補」（練馬駐屯地）

  - 東部方面後方支援隊
    - 第104全般支援大隊補給中隊「104全支-補」（朝霞駐屯地）

  - 陸上自衛隊関東補給処
    - 用賀支処「用支」（用賀駐屯地：旧衛生補給処）

静岡県
- 東部方面隊
  - 東部方面後方支援隊
    - 第103補給大隊「103補-本」（霞ヶ浦駐屯地・コア部隊）
    - 第105全般支援大隊補給中隊「105全支-補」（富士駐屯地）

  - 陸上自衛隊関東補給処
    - 富士弾薬出張所（富士駐屯地：旧武器補給処富士弾薬出張所）
    - 富士燃料出張所（駒門駐屯地：旧需品補給処富士燃料出張所）

滋賀県
- 第3師団
  - 第3後方支援連隊補給隊「3後支-補」（千僧駐屯地）

京都府
- 中部方面隊
  - 中部方面後方支援隊
    - 第101補給大隊「105補-本」（桂駐屯地・コア部隊）
    - 第107全般支援大隊補給中隊「107全支-補」（桂駐屯地）

- 陸上自衛隊関西補給処「関処」（宇治駐屯地）
  - 桂支処「桂支」（桂駐屯地）
  - 祝園弾薬支処「祝弾支」（祝園分屯地）

愛知県
- 中部方面隊
  - 第10師団
    - 第10後方支援連隊補給隊「10後支-補」（春日井駐屯地）

岡山県
- 中部方面隊
  - 第13旅団
    - 第13後方支援隊補給中隊「13後支-補」（海田市駐屯地）

- 陸上自衛隊関西補給処
  - 三軒屋弾薬支処「三弾支」（三軒屋駐屯地）

香川県
- 中部方面隊
  - 第14旅団
    - 第14後方支援隊補給中隊「14後支-補」（善通寺駐屯地）

福岡県
- 西部方面隊
  - 第4師団
    - 第4後方支援連隊補給隊「4後支-補」（福岡駐屯地）

- 陸上自衛隊九州補給処
  - 富野弾薬支処「富弾支」（富野分屯地）

佐賀県
- 西部方面隊
  - 西部方面後方支援隊
    - 第105補給大隊「105補-本」（目達原駐屯地・コア部隊）
    - 第106全般支援大隊補給中隊「106全支-補」（目達原駐屯地）

- 陸上自衛隊九州補給処「九処」（目達原駐屯地）
  - 鳥栖燃料支処「鳥燃支」（鳥栖分屯地）

長崎県
- 西部方面隊
  - 第4師団
    - 対馬警備隊後方支援隊補給小隊「対馬警-後支」（対馬駐屯地）

- 陸上総隊直轄部隊
  - 水陸機動団（長崎県佐世保市：相浦駐屯地）
    - 後方支援大隊補給中隊「水機団-後支-補」（相浦駐屯地）

熊本県
- 西部方面隊
  - 第8師団
    - 第8後方支援連隊補給隊「8後支-補」（北熊本駐屯地）

- 陸上自衛隊九州補給処
  - 健軍支処「健支」（健軍駐屯地）

大分県
- 陸上自衛隊九州補給処
  - 大分弾薬支処「大弾支」（大分分屯地）

鹿児島県
- 西部方面隊
  - 第8師団
    - 奄美警備隊後方支援隊補給小隊「奄美警-後支」（奄美駐屯地）

沖縄県
- 第15旅団
  - 第15後方支援隊補給中隊「15後支-補」（那覇駐屯地）
  - 宮古警備隊後方支援隊補給小隊「宮古警-後」（宮古島駐屯地）

## 方面後方支援隊補給大隊
方面後方支援隊補給大隊（ほうめんこうほうしえんたいほきゅうだいたい）は、方面後方支援隊隷下の需品科部隊である。即応予備自衛官を主体として編成（コア部隊）され、有事の際に、作戦行動を行う上で必要となる装備品や部品などを、補給処等から取得し前方の部隊に配分し、入浴や洗濯等の支援を行う。補給大隊長は2等陸佐が充てられ、補給大隊本部、補給大隊本部付隊および2個補給中隊からなる。
方面後方支援隊補給大隊の一覧
- 第101補給大隊（桂駐屯地・コア部隊）中部方面後方支援隊：
- 第102補給大隊（仙台駐屯地・コア部隊）東北方面後方支援隊：
- 第103補給大隊（霞ヶ浦駐屯地・コア部隊）東部方面後方支援隊：
- 第104補給大隊（島松駐屯地・コア部隊）北部方面後方支援隊：
- 第105補給大隊（目達原駐屯地・コア部隊）西部方面後方支援隊：

方面後方支援隊補給大隊の概要
第101補給大隊（だいいちまるいちほきゅうだいたい）は、陸上自衛隊仙台駐屯地に駐屯する東北方面後方支援隊隷下の需品科部隊である。
- 創設　　：2017年（平成29年）3月27日
- 編成地　：仙台駐屯地
- 部隊長　：2等陸佐
- 隊旗　　：茶色の大隊旗
  - 第1補給中隊：茶色の中隊旗（乙）
  - 第2補給中隊：茶色の中隊旗（乙）
- 編成　　：
  - 第101補給大隊本部
  - 第101補給大隊本部付隊「101補-本」
  - 第1補給中隊「101補-1」
  - 第2補給中隊「101補-2」
- 主要装備：野外入浴セット2型
- 簡易浴場：京の湯
- 上級部隊：東北方面後方支援隊
- 備考　　：即応予備自衛官を含むコア部隊である。

第102補給大隊（だいいちまるにほきゅうだいたい）は、陸上自衛隊桂駐屯地に駐屯する中部方面後方支援隊隷下の需品科部隊である。
- 創設　　：2018年（平成30年）3月27日
- 編成地　：桂駐屯地
- 部隊長　：2等陸佐
- 隊旗　　：茶色の大隊旗
  - 第1補給中隊：茶色の中隊旗（乙）
  - 第2補給中隊：茶色の中隊旗（乙）
- 編成　　：
  - 第102補給大隊本部
  - 第102補給大隊本部付隊「102補-本」
  - 第1補給中隊「102補-1」
  - 第2補給中隊「102補-2」
- 主要装備：野外入浴セット2型
- 簡易浴場：伊達の湯
- 上級部隊：中部方面後方支援隊
- 備考　　：即応予備自衛官を含むコア部隊である。

第103補給大隊（だいいちまるさんほきゅうだいたい）は、陸上自衛隊霞ヶ浦駐屯地に駐屯する東部方面後方支援隊隷下の需品科部隊である。
- 創設　　：2018年（平成30年）3月27日
- 編成地　：霞ヶ浦駐屯地
- 部隊長　：2等陸佐
- 隊旗　　：茶色の大隊旗
  - 第1補給中隊：茶色の中隊旗（乙）
  - 第2補給中隊：茶色の中隊旗（乙）
- 編成　　：
  - 第103補給大隊本部
  - 第103補給大隊本部付隊「103補-本」
  - 第1補給中隊「103補-1」
  - 第2補給中隊「103補-2」
- 主要装備：野外入浴セット2型
- 簡易浴場：東の湯
- 上級部隊：東部方面後方支援隊
- 備考　　：即応予備自衛官を含むコア部隊である。

第104補給大隊（だいいちまるよんほきゅうだいたい）は、陸上自衛隊島松駐屯地に駐屯する北部方面後方支援隊隷下の需品科部隊である。
- 創設　　：2019年（平成31年）3月26日
- 編成地　：島松駐屯地
- 部隊長　：2等陸佐
- 隊旗　　：茶色の大隊旗
  - 第1補給中隊：茶色の中隊旗（乙）
  - 第2補給中隊：茶色の中隊旗（乙）
- 編成　　：
  - 第104補給大隊本部
  - 第104補給大隊本部付隊「104補-本」
  - 第1補給中隊「104補-1」
  - 第2補給中隊「104補-2」
- 主要装備：野外入浴セット2型
- 簡易浴場：ふくろうの湯
- 上級部隊：北部方面後方支援隊
- 備考　　：即応予備自衛官を含むコア部隊である。

第105補給大隊（だいいちまるごほきゅうだいたい）は、陸上自衛隊目達原駐屯地に駐屯する西部方面後方支援隊隷下の需品科部隊である。
- 創設　　：2019年（平成31年）3月26日
- 編成地　：島松駐屯地
- 部隊長　：2等陸佐
- 隊旗　　：茶色の大隊旗
  - 第1補給中隊：茶色の中隊旗（乙）
  - 第2補給中隊：茶色の中隊旗（乙）
- 編成　　：
  - 第105補給大隊本部
  - 第105補給大隊本部付隊「105補-本」
  - 第1補給中隊「105補-1」
  - 第2補給中隊「105補-2」
- 主要装備：野外入浴セット2型
- 簡易浴場：葉隠乃湯
- 上級部隊：西部方面後方支援隊
- 備考　　：即応予備自衛官を含むコア部隊である。

## 全般支援大隊等の補給中隊
全般支援大隊補給中隊（ぜんぱんしえんだいたいほきゅうちゅうたい）および全般支援隊補給中隊（ぜんぱんしえんたいほきゅうたい）は、方面後方支援隊隷下の需品科部隊である。
方面隊内およびその他の担当部隊等に対して整備用部品等の補給を実施する。
全般支援大隊補給中隊等の一覧
- 第101全般支援大隊補給中隊（島松駐屯地）北部方面後方支援隊：2000年（平成12年）3月28日新編。
- 第102全般支援大隊補給中隊（真駒内駐屯地）北部方面後方支援隊：2000年（平成12年）3月28日新編。
- 第103全般支援大隊補給中隊（上富良野駐屯地）北部方面後方支援隊：2000年（平成12年）3月28日新編。
- 第104全般支援大隊補給中隊（朝霞駐屯地）東部方面後方支援隊：2002年（平成14年）3月27日新編。
- 第105全般支援大隊補給中隊（富士駐屯地）東部方面後方支援隊：2002年（平成14年）3月27日新編。
- 第106全般支援大隊補給中隊（目達原駐屯地）西部方面後方支援隊：2003年（平成15年）3月27日新編。
- 第107全般支援大隊補給中隊（桂駐屯地）中部方面後方支援隊：2004年（平成16年）3月29日新編。
- 第108全般支援大隊補給中隊（仙台駐屯地）東北方面後方支援隊：2006年（平成18年）3月27日新編。
- 第101全般支援隊補給中隊（霞ヶ浦駐屯地）東部方面後方支援隊：2002年（平成14年）3月27日新編。

## 後方支援連隊補給隊
後方支援連隊補給隊（こうほうしえんれんたいほきゅうたい）は、後方支援連隊隷下の需品科部隊である。隊本部、需品補給小隊、部品補給小隊、業務小隊からなり、師団各部隊に対する火器・車両・誘導武器・施設器材・通信電子器材・需品器材・化学器材の部品補給、燃料・糧食・水等の補給、回収並びに入浴および洗濯の需品サービス等を行う。隊長は、2等陸佐が充てられる。
後方支援連隊補給隊の一覧
- 第1後方支援連隊補給隊（練馬駐屯地）第1師団
- 第2後方支援連隊補給隊（旭川駐屯地）第2師団
- 第3後方支援連隊補給隊（千僧駐屯地）第3師団
- 第4後方支援連隊補給隊（福岡駐屯地）第4師団
- 第6後方支援連隊補給隊（神町駐屯地）第6師団
- 第7後方支援連隊補給隊（東千歳駐屯地）第7師団
- 第8後方支援連隊補給隊（北熊本駐屯地）第8師団
- 第9後方支援連隊補給隊（八戸駐屯地）第9師団
- 第10後方支援連隊補給隊（守山駐屯地）第10師団

## 後方支援隊補給中隊
後方支援隊補給中隊（りょだんこうほうしえんたいほきゅうたい）は、中隊本部、需品補給小隊、部品補給小隊、業務小隊からなり、旅団各部隊に対する火器・車両・誘導武器・施設器材・通信電子器材・需品器材・化学器材の部品補給、燃料・糧食・水等の補給、回収並びに入浴および洗濯の需品サービス等を行う。師団後方支援連隊補給隊と同じ任務であるが小型化し、隊長は、3等陸佐が充てられる。
後方支援隊補給中隊の一覧
- 第5後方支援隊補給中隊（帯広駐屯地）第5旅団
- 第11後方支援隊補給中隊（真駒内駐屯地）第11旅団
- 第12後方支援隊補給中隊（新町駐屯地）第12旅団
- 第13後方支援隊補給中隊（海田市駐屯地）第13旅団
- 第14後方支援隊補給中隊（善通寺駐屯地）第14旅団
- 第15後方支援隊補給中隊（那覇駐屯地）第15旅団

## 警備隊後方支援隊補給小隊
警備隊後方支援隊補給小隊の一覧
- 対馬警備隊後方支援隊補給小隊「対馬警-後支」（対馬駐屯地）第4師団
- 奄美警備隊後方支援隊補給小隊「奄美警-後支」（奄美駐屯地）第8師団
- 宮古警備隊後方支援隊補給小隊「宮古警-後支」（宮古島駐屯地）第15旅団

## 陸上総隊隷下部隊
- 第1空挺団後方支援隊補給小隊「空挺団-後支-本」（習志野駐屯地）：2002年（平成14年）3月27日新編。
- 第1空挺団後方支援隊落下傘整備中隊「空挺団-後支-？」（習志野駐屯地）：2002年（平成14年）3月27日新編。
- 水陸機動団後方支援大隊補給中隊「水機団後支-補」（相浦駐屯地）：2018年（平成30年）3月27日新編。

## 防衛大臣直轄部隊
- 陸上自衛隊需品学校「需校」（松戸駐屯地）
  - 需品教導隊「需教」（松戸駐屯地）

## その他関連部隊
需品科部隊ではないが、各職種隊員により補給業務を行う。

### 普通科・機甲科・特科・施設科部隊等の補給小隊等
普通科・機甲科・特科・施設科の本部管理中隊等に補給小隊（班）が、その他の部隊にも本部に数名の補給業務担当の隊員が配置されるが需品科職種の隊員が配置される事はほとんどない。

### 駐屯地業務隊の補給科
諸職種の隊員が駐屯地内における被服や燃料をはじめとする調達や修理など、各種補給業務、糧食班の管理運営等を実施する。

## 廃止部隊

### 師団補給隊（廃止）
師団補給隊（しだんほきゅうたい）は、第1から第13まで各師団に師団長直轄部隊として師団編成から後方支援連隊編成までの間編成されていた需品科部隊である。隊長は、2等陸佐が補職されていた。
師団補給隊の一覧
- 第1補給隊（練馬駐屯地）第1師団
- 第2補給隊（旭川駐屯地）第2師団
- 第3補給隊（千僧駐屯地）第3師団
- 第4補給隊（福岡駐屯地）第4師団
- 第5補給隊（帯広駐屯地）第5旅団
- 第6補給隊（神町駐屯地）第6師団
- 第7補給隊（東千歳駐屯地）第7師団
- 第8補給隊（北熊本駐屯地）第8師団
- 第9補給隊（八戸駐屯地）第9師団
- 第10補給隊（守山駐屯地）第10師団
- 第11補給隊（真駒内駐屯地）第11旅団
- 第12補給隊（新町駐屯地）第12旅団
- 第13補給隊（海田市駐屯地）第13旅団

師団補給隊の概要
第1補給隊（だいいちほきゅうたい）は、陸上自衛隊練馬駐屯地に駐屯していた第1師団隷下の需品科部隊で1992年（平成4年）3月26日に廃止され、第1後方支援連隊隷下となった。
- 改編部隊：第1補給隊中隊
- 創設　　：1962年（昭和37年）1月18日
- 編成地　：練馬駐屯地
- 部隊長　：2等陸佐
- 隊旗　　：茶色の大隊旗
- 車両表示：1補
- 編成　　：
  - 補給隊本部
  - 補給隊本部付隊
  - 需品補給小隊
  - 部品補給小隊
  - 業務小隊
- 主要装備：
- 上級部隊：第1師団
- 廃止　　：1992年（平成4年）3月26日
- 廃止地　：練馬駐屯地
- 後継部隊：第1後方支援連隊補給隊
- 備考　　：第1師団の近代化改編に伴い廃止。

第2補給隊（だいにほきゅうたい）は、陸上自衛隊旭川駐屯地に駐屯していた第2師団隷下の需品科部隊で1988年（昭和63年）3月24日に廃止され、第2後方支援連隊隷下となった。
- 改編部隊：第2補給隊中隊
- 創設　　：1962年（昭和37年）1月18日
- 編成地　：旭川駐屯地
- 部隊長　：2等陸佐
- 隊旗　　：茶色の大隊旗
- 車両表示：2補
- 編成　　：
  - 補給隊本部
  - 補給隊本部付隊
  - 需品補給小隊
  - 部品補給小隊
  - 業務小隊
- 主要装備：
- 上級部隊：第2師団
- 廃止　　：1988年（昭和63年）3月24日
- 廃止地　：旭川駐屯地
- 後継部隊：第2後方支援連隊補給隊
- 備考　　：第2師団の近代化改編に伴い廃止。

第3補給隊（だいさんほきゅうたい）は、陸上自衛隊千僧駐屯地に駐屯していた第3師団隷下の需品科部隊で1992年（平成4年）3月26日に廃止され、第3後方支援連隊隷下となった。
- 改編部隊：第3補給隊中隊
- 創設　　：1962年（昭和37年）1月18日
- 編成地　：千僧駐屯地
- 部隊長　：2等陸佐
- 隊旗　　：茶色の大隊旗
- 車両表示：3補
- 編成　　：
  - 補給隊本部
  - 補給隊本部付隊
  - 需品補給小隊
  - 部品補給小隊
  - 業務小隊
- 主要装備：
- 上級部隊：第3師団
- 廃止　　：1992年（平成4年）3月26日
- 廃止地　：千僧駐屯地
- 後継部隊：第3後方支援連隊補給隊
- 備考　　：第3師団の近代化改編に伴い廃止。

第4補給隊（だいよんほきゅうたい）は、陸上自衛隊福岡駐屯地に駐屯していた第4師団隷下の需品科部隊で1990年（平成2年）3月25日に廃止され、第4後方支援連隊隷下となった。
- 改編部隊：第4補給隊中隊
- 創設　　：1962年（昭和37年）1月18日
- 編成地　：福岡駐屯地
- 部隊長　：2等陸佐
- 隊旗　　：茶色の大隊旗
- 車両表示：4補
- 編成　　：
  - 補給隊本部
  - 補給隊本部付隊
  - 需品補給小隊
  - 部品補給小隊
  - 業務小隊
- 主要装備：
- 上級部隊：第4師団
- 廃止　　：1990年（平成2年）3月25日
- 廃止地　：福岡駐屯地
- 後継部隊：第4後方支援連隊補給隊
- 備考　　：第4師団の近代化改編に伴い廃止。

第5補給隊（だいごほきゅうたい）は、陸上自衛隊帯広駐屯地に駐屯していた第5師団隷下の需品科部隊で1989年（平成元年）3月23日に廃止され、第5後方支援連隊隷下となった。
- 改編部隊：第5補給隊中隊
- 創設　　：1962年（昭和37年）1月18日
- 編成地　：帯広駐屯地
- 部隊長　：2等陸佐
- 隊旗　　：茶色の大隊旗
- 車両表示：5補
- 編成　　：
  - 補給隊本部
  - 補給隊本部付隊
  - 需品補給小隊
  - 部品補給小隊
  - 業務小隊
- 主要装備：
- 上級部隊：第5師団
- 廃止　　：1989年（平成元年）3月23日
- 廃止地　：帯広駐屯地
- 後継部隊：第5後方支援連隊補給隊
- 備考　　：第5師団の近代化改編に伴い廃止。

第6補給隊（だいろくほきゅうたい）は、陸上自衛隊神町駐屯地に駐屯していた第6師団隷下の需品科部隊で1990年（平成2年）3月25日に廃止され、第6後方支援連隊隷下となった。
- 改編部隊：第6補給隊中隊
- 創設　　：1962年（昭和37年）1月18日
- 編成地　：神町駐屯地
- 部隊長　：2等陸佐
- 隊旗　　：茶色の大隊旗
- 車両表示：6補
- 編成　　：
  - 補給隊本部
  - 補給隊本部付隊
  - 需品補給小隊
  - 部品補給小隊
  - 業務小隊
- 主要装備：
- 上級部隊：第6師団
- 廃止　　：1990年（平成2年）3月25日
- 廃止地　：神町駐屯地
- 後継部隊：第6後方支援連隊補給隊
- 備考　　：第6師団の近代化改編に伴い廃止。

第7補給隊（だいななほきゅうたい）は、陸上自衛隊東千歳駐屯地に駐屯していた第7師団隷下の需品科部隊で1981年（昭和56年）3月25日に廃止され、第7後方支援連隊隷下となった。
- 改編部隊：第7補給隊中隊
- 創設　　：1962年（昭和37年）8月15日
- 編成地　：東千歳駐屯地
- 部隊長　：2等陸佐
- 隊旗　　：茶色の大隊旗
- 車両表示：7補
- 編成　　：
  - 補給隊本部
  - 補給隊本部付隊
  - 需品補給小隊
  - 部品補給小隊
  - 業務小隊
- 主要装備：
- 上級部隊：第7師団
- 廃止　　：1981年（昭和56年）3月25日
- 廃止地　：東千歳駐屯地
- 後継部隊：第7後方支援連隊補給隊
- 備考　　：第7師団の機甲師団改編に伴い廃止。

第8補給隊（だいはちほきゅうたい）は、陸上自衛隊北熊本駐屯地に駐屯していた第8師団隷下の需品科部隊で1990年（平成2年）3月25日に廃止され、第8後方支援連隊隷下となった。
- 改編部隊：第8補給隊中隊
- 創設　　：1962年（昭和37年）1月18日
- 編成地　：北熊本駐屯地
- 部隊長　：2等陸佐
- 隊旗　　：茶色の大隊旗
- 車両表示：8補
- 編成　　：
  - 補給隊本部
  - 補給隊本部付隊
  - 需品補給小隊
  - 部品補給小隊
  - 業務小隊
- 主要装備：
- 上級部隊：第8師団
- 廃止　　：1990年（平成2年）3月25日
- 廃止地　：北熊本駐屯地
- 後継部隊：第8後方支援連隊補給隊
- 備考　　：第8師団の近代化改編に伴い廃止。

第9補給隊（だいきゅうほきゅうたい）は、陸上自衛隊青森駐屯地に駐屯していた第9師団隷下の需品科部隊で1990年（平成2年）3月25日に廃止され、第9後方支援連隊隷下となった。
- 改編部隊：第9補給隊中隊
- 創設　　：1962年（昭和37年）1月18日
- 編成地　：青森駐屯地
- 部隊長　：2等陸佐
- 隊旗　　：茶色の大隊旗
- 車両表示：9補
- 編成　　：
  - 補給隊本部
  - 補給隊本部付隊
  - 需品補給小隊
  - 部品補給小隊
  - 業務小隊
- 主要装備：
- 上級部隊：第9師団
- 廃止　　：1990年（平成2年）3月25日
- 廃止地　：青森駐屯地
- 後継部隊：第9後方支援連隊補給隊
- 備考　　：第9師団の近代化改編に伴い廃止。

第10補給隊（だいじゅうほきゅうたい）は、陸上自衛隊守山駐屯地に駐屯していた第10師団隷下の需品科部隊で1991年（平成3年）3月28日に廃止され、第10後方支援連隊隷下となった。
- 改編部隊：第10補給隊中隊
- 創設　　：1962年（昭和37年）1月18日
- 編成地　：守山駐屯地
- 部隊長　：2等陸佐
- 隊旗　　：茶色の大隊旗
- 車両表示：10補
- 編成　　：
  - 補給隊本部
  - 補給隊本部付隊
  - 需品補給小隊
  - 部品補給小隊
  - 業務小隊
- 主要装備：
- 上級部隊：第10師団
- 廃止　　：1991年（平成3年）3月28日
- 廃止地　：守山駐屯地
- 後継部隊：第10後方支援連隊補給隊
- 備考　　：第10師団の近代化改編に伴い廃止。

第11補給隊（だいじゅうほきゅうたい）は、陸上自衛隊真駒内駐屯地に駐屯していた第11師団隷下の需品科部隊で1989年（平成元年）3月23日に廃止され、第11後方支援連隊隷下となった。
- 改編部隊：第10補給隊中隊
- 創設　　：1962年（昭和37年）1月18日
- 編成地　：真駒内駐屯地
- 部隊長　：2等陸佐
- 隊旗　　：茶色の大隊旗
- 車両表示：11補
- 編成　　：
  - 補給隊本部
  - 補給隊本部付隊
  - 需品補給小隊
  - 部品補給小隊
  - 業務小隊
- 主要装備：
- 上級部隊：第11師団
- 廃止　　：1989年（平成元年）3月23日
- 廃止地　：真駒内駐屯地
- 後継部隊：第11後方支援連隊補給隊
- 備考　　：第11師団の近代化改編に伴い廃止。

第12補給隊（だいじゅうほきゅうたい）は、陸上自衛隊新町駐屯地に駐屯していた第12師団隷下の需品科部隊で1991年（平成3年）3月28日に廃止され、第12後方支援連隊隷下となった。
- 改編部隊：第12補給隊中隊
- 創設　　：1962年（昭和37年）1月18日
- 編成地　：新町駐屯地
- 部隊長　：2等陸佐
- 隊旗　　：茶色の大隊旗
- 車両表示：12補
- 編成　　：
  - 補給隊本部
  - 補給隊本部付隊
  - 需品補給小隊
  - 部品補給小隊
  - 業務小隊
- 主要装備：
- 上級部隊：第12師団
- 廃止　　：1991年（平成3年）3月28日
- 廃止地　：新町駐屯地
- 後継部隊：第12後方支援連隊補給隊
- 備考　　：第12師団の近代化改編に伴い廃止。

第13補給隊（だいじゅうほきゅうたい）は、陸上自衛隊海田市駐屯地に駐屯していた第13師団隷下の需品科部隊で1991年（平成3年）3月28日に廃止され、第13後方支援連隊隷下となった。
- 改編部隊：第13補給隊中隊
- 創設　　：1962年（昭和37年）1月18日
- 編成地　：海田市駐屯地
- 部隊長　：2等陸佐
- 隊旗　　：茶色の大隊旗
- 車両表示：13補
- 編成　　：
  - 補給隊本部
  - 補給隊本部付隊
  - 需品補給小隊
  - 部品補給小隊
  - 業務小隊
- 主要装備：
- 上級部隊：第13師団
- 廃止　　：1991年（平成3年）3月28日
- 廃止地　：海田市駐屯地
- 後継部隊：第13後方支援連隊補給隊
- 備考　　：第13師団の近代化改編に伴い廃止。

## 需品科部隊等の沿革
- 1951年（昭和26年）
  - 5月1日：

  1. 第1管区隊第1補給中隊が松本駐屯地において編成完結。第1管区隊に隷属。
  2. 第2管区隊第2補給中隊が苗穂駐屯地において編成完結。第2管区隊に隷属。
  3. 第3管区隊第3補給中隊が善通寺駐屯地において編成完結。第3管区隊に隷属。
  4. 第4管区隊第4補給中隊が針尾駐屯地において編成完結。第4管区隊に隷属。

  - 12月1日：札幌駐屯地開設により、第2補給中隊が苗穂駐屯地から札幌駐屯地に移駐。

- 1952年（昭和27年）
  - 7月29日：第1補給中隊が松本駐屯地から練馬駐屯地へ移駐。
  - 12月21日：第2補給中隊が札幌駐屯地から旭川駐屯地に移駐。

陸上自衛隊発足
- 1954年（昭和29年）
  - 9月10日：

  1. 業務学校第3部が陸上自衛隊需品学校に改称。
  2. 第1補給中隊（練馬駐屯地）が第1補給隊に称号変更。

  - 10月15日：第6補給隊が編成完結。第6管区隊に隷属。

- 1956年（昭和31年）
  - 1月25日：

  1. 第7補給中隊が旭川駐屯地において編成完結。第7混成団に隷属。
  2. 第8補給中隊が編成完結。第8混成団に隷属。
  3. 需品教導隊が松戸駐屯地において編成完結。

  - 2月10日：第7補給中隊が旭川駐屯地から真駒内駐屯地へ移駐。
  - 12月1日：第9補給中隊が編成完結。第9混成団に隷属。

- 1957年（昭和32年）
  - 2月：第302給油中隊が島松駐屯地から早来分屯地へ移駐[1]。
  - 3月15日：第8補給中隊が北熊本駐屯地に移駐。
- 1958年（昭和33年）6月26日：第10補給中隊が編成完結。第10混成団に隷属。
- 1961年（昭和36年）2月28日：第7補給中隊が第7補給隊に称号変更。

師団補給隊の編成
- 1962年（昭和37年）
  - 1月18日：師団新編に伴う編成。

  1. 第1師団第1補給隊が練馬駐屯地において編成完結。
  2. 第2師団第2補給隊が旭川駐屯地において編成完結。
  3. 第3師団第3補給隊が千僧駐屯地において編成完結。
  4. 第5師団第5補給隊が帯広駐屯地において編成完結。
  5. 第10師団第10補給隊が守山駐屯地において編成完結。
  6. 第11師団第11補給隊が真駒内駐屯地において編成完結。
  7. 第12師団第12補給隊が新町駐屯地において編成完結。
  8. 第13師団第13補給隊が海田市駐屯地において編成完結。

  - 2月10日：第7補給隊が真駒内駐屯地から東千歳駐屯地へ移駐。
  - 8月15日：師団新編に伴う編成。

  1. 第4師団第4補給隊が福岡駐屯地において編成完結。
  2. 第6師団第6補給隊が神町駐屯地において編成完結。
  3. 第7師団第7補給隊が東千歳駐屯地において編成完結。
  4. 第8師団第8補給隊が北熊本駐屯地において編成完結。
  5. 第9師団第9補給隊が青森駐屯地において編成完結。

- 1980年（昭和55年）3月25日：対馬警備隊後方支援隊補給小隊が対馬駐屯地において編成完結。

後方支援連隊の編成
- 1981年（昭和56年）3月25日：第7師団の機甲師団への改編に伴い、第7補給隊が第7後方支援連隊補給隊として東千歳駐屯地において編成完結。
- 1988年（昭和63年）3月25日：第2師団近代化改編に伴い、第2補給隊が第2後方支援連隊補給隊として旭川駐屯地において編成完結。

- 1989年（平成元年）3月24日：

1. 第5師団の近代化改編に伴い、第5補給隊が第5後方支援連隊補給隊として帯広駐屯地において編成完結。
2. 第11師団の近代化改編に伴い、第11補給隊が第11後方支援連隊補給隊として真駒内駐屯地において編成完結。

- 1990年（平成2年）3月26日：

1. 第4師団近代化改編に伴い、第4補給隊が第4後方支援連隊補給隊として福岡駐屯地において編成完結。
2. 第6師団近代化改編に伴い、第6補給隊が第6後方支援連隊補給隊として神町駐屯地において編成完結。
3. 第8師団近代化改編に伴い、第8補給隊が第8後方支援連隊補給隊として北熊本駐屯地において編成完結。
4. 第9師団近代化改編に伴い、第9補給隊が第9後方支援連隊補給隊として青森駐屯地において編成完結。

- 1991年（平成3年）3月29日：

1. 第10師団近代化改編に伴い、第10補給隊が第10後方支援連隊補給隊として守山駐屯地において編成完結。
2. 第12師団近代化改編に伴い、第12補給隊が第12後方支援連隊補給隊として新町駐屯地において編成完結。
3. 第13師団近代化改編に伴い、第13補給隊が第13後方支援連隊補給隊として海田市駐屯地において編成完結。

- 1992年（平成4年）3月27日：

1. 第1師団近代化改編に伴い、第1補給隊が第1後方支援連隊補給隊として練馬駐屯地において編成完結。
2. 第3師団近代化改編に伴い、第3補給隊が第3後方支援連隊補給隊として千僧駐屯地において編成完結。

旅団の編成
- 1999年（平成11年）3月29日：第13師団の旅団化改編に伴い、第13後方支援隊補給隊（海田市駐屯地）が第13後方支援隊補給中隊に縮小改編。

方面後方支援隊の編成
- 2000年（平成12年）3月28日：

1. 第101全般支援大隊補給中隊を島松駐屯地に新編。
2. 第102全般支援大隊補給中隊を真駒内駐屯地に新編。
3. 第103全般支援大隊補給中隊を上富良野駐屯地に新編。

- 2001年（平成13年）3月27日：第12師団の旅団化改編に伴い、第12後方支援連隊補給隊（新町駐屯地）が第12後方支援隊補給中隊に縮小改編。
- 2002年（平成14年）3月27日：

1. 第104全般支援大隊補給中隊を朝霞駐屯地に新編。
2. 第105全般支援大隊補給中隊を富士駐屯地に新編。
3. 第101全般支援隊補給中隊を霞ヶ浦駐屯地に新編。
4. 第1空挺団の管理中隊および落下傘整備中隊を統合し、第1空挺団隷下に後方支援隊を新編。

- 2003年（平成15年）3月27日：第106全般支援大隊補給中隊を目達原駐屯地に新編。

- 2004年（平成16年）3月29日：

1. 第5師団の旅団化改編に伴い、第5後方支援連隊補給隊（帯広駐屯地）が第5後方支援隊補給中隊に縮小改編。
2. 第10後方支援連隊補給隊が守山駐屯地から春日井駐屯地へ移駐。
3. 第107全般支援大隊補給中隊を桂駐屯地に新編。

- 2006年（平成18年）3月27日：

1. 第14旅団新編に伴い、第14後方支援隊補給中隊が善通寺駐屯地に新編。
2. 第108全般支援大隊補給中隊を仙台駐屯地に新編。

- 2008年（平成20年）3月26日：第11師団の旅団化改編に伴い、第11後方支援連隊補給隊（真駒内駐屯地）が第11後方支援隊補給中隊に縮小改編。

- 2010年（平成22年）3月26日：

1. 第9後方支援連隊補給隊が青森駐屯地から八戸駐屯地へ移駐。
2. 第15旅団新編に伴い、第15後方支援隊補給中隊が那覇駐屯地に新編。

補給大隊の編成
- 2017年（平成29年）3月27日：中部方面後方支援隊隷下に第101補給大隊を桂駐屯地に新編。

- 2018年（平成30年）3月27日：

1. 東北方面後方支援隊隷下に第102補給大隊を仙台駐屯地に新編。
2. 東部方面後方支援隊隷下に第103補給大隊を霞ヶ浦駐屯地に新編。
3. 水陸機動団後方支援大隊補給中隊を相浦駐屯地に新編。

- 2019年（平成31年）3月26日：

1. 北部方面後方支援隊隷下に第104補給大隊を島松駐屯地に新編。
2. 西部方面後方支援隊隷下に第105補給大隊を目達原駐屯地に新編。
3. 奄美警備隊後方支援隊補給小隊が奄美駐屯地において編成完結。
4. 宮古警備隊後方支援隊補給小隊が宮古島駐屯地において編成完結。